# Bergkwikstaart
De Bergkwikstaart (Motacilla clara) is een zangvogel uit de familie Piepers en kwikstaarten.

## Verspreiding en leefgebied
Deze soort komt voor in Afrika bezuiden de Sahara en telt 3 ondersoorten:
- Motacilla clara clara: Ethiopië.
- Motacilla clara chapini: Sierra Leone tot de Centraal-Afrikaanse Republiek, Centraal-Congo-Kinshasa en Gabon.
- Motacilla clara torrentium: oostelijk Oeganda, van centraal Kenia tot centraal Angola, Zambia, Zimbabwe, westelijk Mozambique en oostelijk Zuid-Afrika.